# Хаммерсмит (станция метро, линии Кольцевая и Хаммерсмит-энд-Сити)
Хаммерсмит (англ. Hammersmith) — станция Лондонского метро линии «Хаммерсмит-энд-Сити» (англ. Hammersmith & City line) и Кольцевой располагается в районе Хаммерсмит округа Хаммерсмит и Фулем. Станция располагается во второй тарифной зоне и является конечной для поездов, следующих по обеим линиям.
В нескольких минутах ходьбы на противоположной стороне торгового комплекса Хаммерсмит Бродвей расположена другая станция с таким же названием, принимающая поезда линий «Пикадилли» и «Дистрикт».

## История станции
Нынешняя станция расположена на улице Бидон-роуд и принимает пассажиров с 1 декабря 1868 года. Первоначальная станция располагалась немного севернее и была открыта 13 июня 1864 года после пуска ветки метро от станции «Паддингтон».
С 1877 года от станции «Хаммерсмит» до станции «Ричмонд» ходили поезда компании Metropolitan Railway. Сообщение с Ричмондом осуществлялось по линиям, принадлежавшим компании London and South Western Railway, через проходившее к северу от нынешней станции ответвление на Ричмонд через станцию «Гроув-роуд». Поезда проходили по путепроводу, проложенному до станции «Рэйвенскорт-парк». Сохранившаяся часть данного путепровода и сегодня видна из окна проходящих по линиям Пикадилли и Дистрикт поездов, идущих в направлении станции «Рэйвенскорт-парк». Отрезок пути, соединяющий станцию «Хаммерсмит» линии Метрополитэн и ветку на Ричмонд, был закрыт 31 декабря 1906 года после введения на линии поездов на электрической тяге.